# Détroit de Naruto
Pour les articles homonymes, voir Naruto (homonymie).
Le détroit de Naruto (鳴門海峡, Naruto kaikyō) est un détroit du Japon situé entre l'île d'Awaji et l'île de Shikoku. Il est traversé par le pont Ōnaruto. Le courant de marée qui l'emprunte est à l'origine du tourbillon de Naruto.

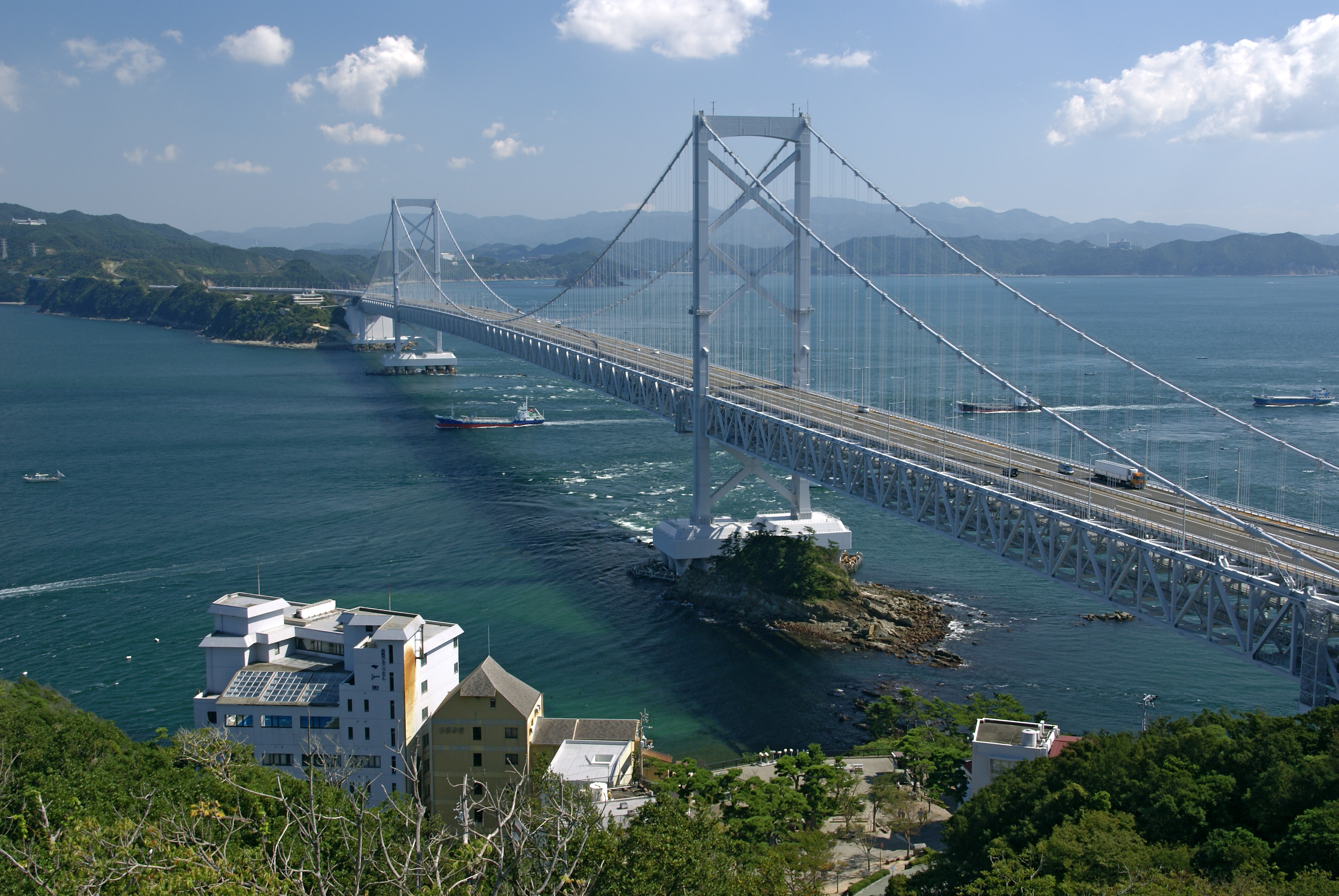
Vue du détroit de Naruto avec le pont Ōnaruto et le courant de marée.